# Hallenhockey-Europameisterschaft der Herren 1980
Die Hallenhockey-Europameisterschaft der Herren 1980 war die dritte Ausgabe der Hallenhockey-Europameisterschaft der Herren. Sie fand vom 29.2. – 2.3.1980 in Zürich statt.
Die sieben Teilnehmer spielten in einer Gruppe in einer Einfachrunde gegeneinander. Der Gruppensieger ist gleichzeitig der Europameister.
| Team 1      | Team 2      | Ergebnis |
| ----------- | ----------- | -------- |
| Deutschland | Spanien     | 18 : 1   |
| Deutschland | Schottland  | 13 : 2   |
| Niederlande | Österreich  | 8 : 2    |
| Deutschland | Schweiz     | 12 : 2   |
| Niederlande | Spanien     | 4 : 2    |
| Niederlande | Schweiz     | 9 : 4    |
| Österreich  | Schweiz     | 6 : 5    |
| Schweiz     | Schottland  | 7 : 7    |
| England     | Spanien     | 5 : 3    |
| Schottland  | Österreich  | 5 : 1    |
| Deutschland | England     | 9 : 2    |
| Schottland  | Spanien     | 7 : 4    |
| Österreich  | England     | 4 : 4    |
| Niederlande | England     | 8 : 9 ?  |
| Deutschland | Niederlande | 14 : 3   |
| Schottland  | England     | 8 : 4 ?  |
| Deutschland | Österreich  | 10 : 1   |
| Niederlande | Schottland  | 10 : 3 ? |
| Schweiz     | England     | 0 : 8 ?  |
| Österreich  | Spanien     | 4 : 5 ?  |
| Schweiz     | Spanien     | 8 : 9 ?  |

Tabelle
| Rang | Land        | Spiele | Tore  | Differenz | Punkte |
| ---- | ----------- | ------ | ----- | --------- | ------ |
| 1    | Deutschland | 6      | 76:11 | +65       | 12:00  |
| 2    | Niederlande | 6      | 42:34 | +8        | 8:4    |
| 3    | Schottland  | 6      | 32:39 | −7        | 7:5    |
| 4    | England     | 6      | 32:32 | −18       | 7:5    |
| 5    | Spanien     | 6      | 24:46 | −22       | 4:8    |
| 6    | Österreich  | 6      | 18:37 | −19       | 3:9    |
| 7    | Schweiz     | 6      | 25:50 | −25       | 01:11  |